# Павлоцкий, Михаил Аркадьевич
Михаи́л Арка́дьевич Павло́цкий (5 февраля 1922, Тирасполь — 3 июня 1999, Киев) — Герой Советского Союза (1943), подполковник (1960).

## Биография
Родился в Тирасполе (Украинская ССР) в еврейской семье. Родители — Аркадий Лейбович и Сура Павлоцкие. Окончил тираспольскую среднюю школу № 6. 
С 1940 года — в Красной Армии (призван из Одессы), в 1941 году окончил Ленинградское военно-пехотное училище и в мае 1942 года был направлен в действующую армию начальником связи 62-го зенитного полка.  
К 1943 году командовал батальоном, форсировавшим Десну в районе села Оболонье. Был помощником начальника штаба 360-го стрелкового полка по разведке (в составе 74-я стрелковой дивизии 12-й армии Центрального фронта). 
Награждён званием Героя Советского Союза указом Президиума Верховного Совета СССР от 16 октября 1943 года за героизм, проявленный при форсировании Днепра в районе села Комарин Брагинского района Гомельской области. 23 сентября 1943 года командир штурмового разведывательного отряда капитан Павлоцкий первым переправился через Днепр, захватил плацдарм и огнём прикрыл переправу полка; в бою за близлежащую деревню Берёзки первым ворвался в расположение противника и двое суток отражал контратаки, несмотря на ранение уничтожив около 50 солдат противника.
Член КПСС с 1945 года. После выхода в запас в 1946 году в звании майора поселился в Киеве. В 1958 году окончил Высшую школу МВД СССР. До 1964 года служил в войсках МВД.

## Награды и звания
Награждён орденами Ленина, Красного Знамени, Отечественной войны I степени, двумя орденами Красной Звезды, а также медалями.

## Память

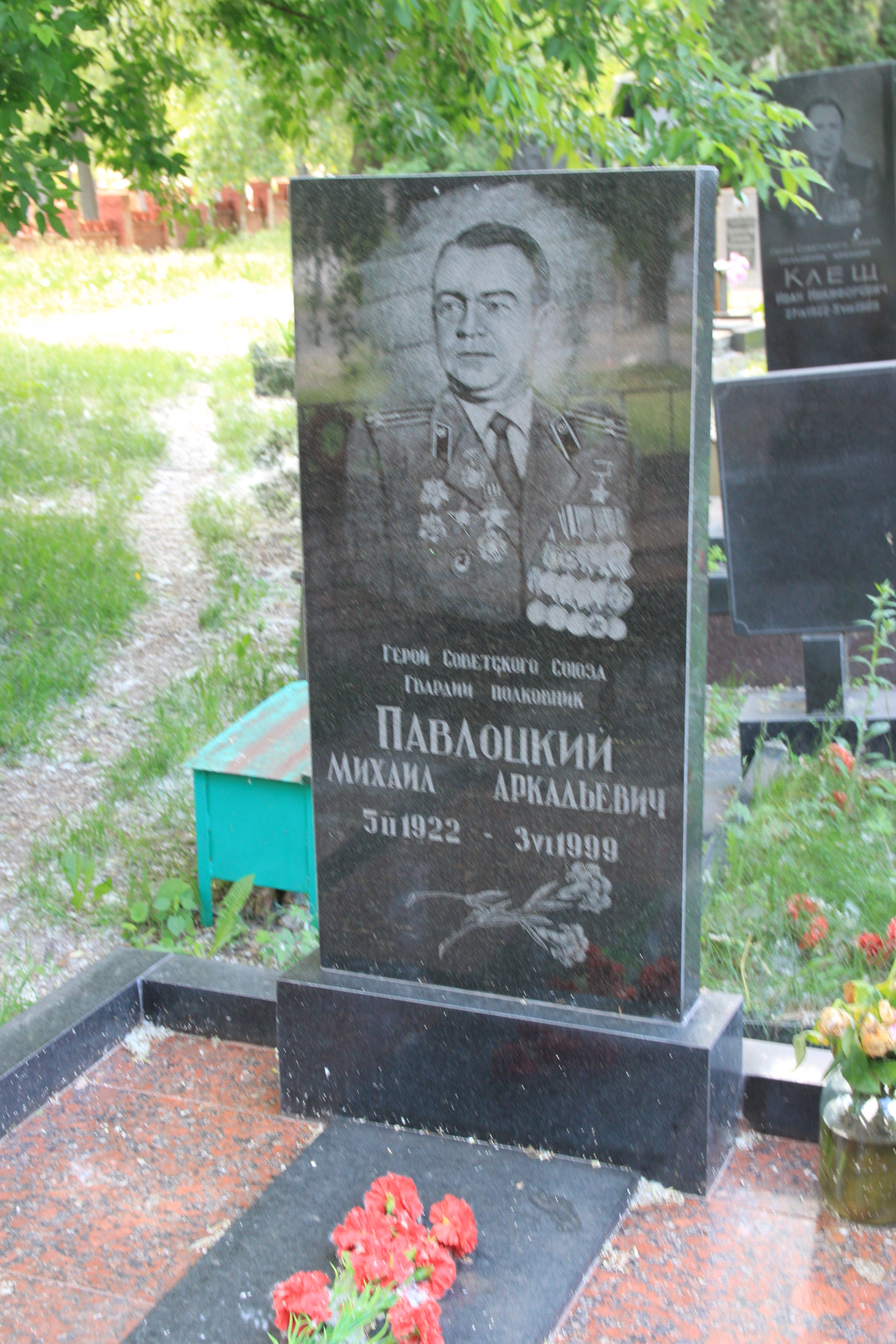
Могила Павлоцкого на Лукьяновском военном кладбище Киева

- Имя Героя размещено на Аллее Славы в Комарине (Гомельская область, Беларусь), с портретом и биографией[3].